# 't Walletje (Bredevoort)
 't Walletje is een klein walstraatje in het historisch centrum van Bredevoort. De straat verbindt de Koppelstraat met de Vismarkt en loopt voor een groot deel parallel met de courtinewal die hier lag, hetgeen meteen de naam verklaart. Het is een van de oudste nog bestaande straatjes in Bredevoort, zij komt op de oudste plattegronden voor. De 17e-eeuwse courtine die hier werd aangelegd moet vrijwel op of tegen de oude stadsmuur zijn aangelegd.
Ambthuiswal · Ambtshof · Bastionstraat · Bleekwal · Boterstraat · Frederik Hendrikstraat · Ganzenmarkt · Gasthuisstraat · Hozenstraat · Izermanstraat · Kerkstraat · Kleine Gracht · Kloosterdijk · Koppelstraat · Kruittorenstraat · Landstraat · Markt · Muizenstraat · Officierstraat · Pater Jan de Vriesstraat ·  Prins Mauritsstraat · Prinsenstraat · Roelvinkstraat · Stadsbroek · Stationsweg · Vismarkt · 't Walletje · 't Zand